# Manfred Knodt
Manfred Knodt (né le 11 août 1920 à Schlitz et mort le 29 octobre 1995 à Dreieich,) est un pasteur et historien protestant allemand. Il est chroniqueur de la maison de Hesse-Darmstadt.

## Biographie
Manfred Knodt est le fils du pasteur Hermann Knodt. Il étudie la théologie à Marbourg (où il devient membre du Marburger Wingolf (de)), à Vienne et à Erlangen et obtient son doctorat en philosophie à l'Université de Giessen. En 1945, il est ordonné au camp de prisonniers de guerre de Colchester,. Knodt travaille comme pasteur de camp jusqu'en 1948 et en 1949, il devient curé de l'église de la ville de Darmstadt,. Il est membre de la Confrérie Michel (de) et s'occupe de la communauté des Sœurs de Marie (de) en tant que prédicateur, De 1984 à 1995, il est président de l'Association d'histoire familiale de Hesse à Darmstadt.
Knodt est marié et a deux enfants.

## Travaux
- Das evangelische Darmstadt in Geschichte und Gegenwart: Zum 625jährigen Stadtjubiläum Darmstadts. Waitz, Darmstadt 1955.
- avec Kurt Gramer (photos): Evangelische Stadtkirche in Darmstadt. Schnell und Steiner, Munich, 1980,  (ISBN 3-7954-0814-8) (Große Kunstführer. Vol. 80).
- Russische Kapelle St. Maria Magdalena Darmstadt. Schnell und Steiner, Munich, 1981 (Kleine Kunstführer. Vol. 1174).
- mit Ursula Gleimann, Hanna Brückmann, Helga Schmitt, Gerhard Stephan, Karl Hofmeister, Hans Jung: 100 Jahre Alice-Hospital (de) 1883–1983, Roetherdruck, Darmstadt 1983.
- Die Regenten von Hessen-Darmstadt. 3e édition, Schlapp, Darmstadt 1989,  (ISBN 3-87704-004-7).
- Ernst Zimmermann (1786–1832) (de). Ein bedeutender Hofprediger in Hessen-Darmstadt an der Wende von der Aufklärung zur Erweckung. Lang, Francfort-sur-le-Main 1989,  (ISBN 3-8204-1090-2).
- Rundblick vom Stadtkirchturm: Erinnerungen an Darmstadts Weg aus den Trümmern, Geschichte 1944–1993, Schlapp, Darmstadt 1993,  (ISBN 3-87704-030-6).
- Ernst Ludwig, Großherzog von Hessen und bei Rhein. Sein Leben und seine Zeit. 3e édition, Schlapp, Darmstadt 1997,  (ISBN 3-87704-006-3).